# Hoch Fulen
Hoch Fulen är en bergstopp i Schweiz.   Den ligger i kantonen Uri, i den centrala delen av landet, 100 km öster om huvudstaden Bern. Toppen på Hoch Fulen är 2 506 meter över havet, eller 275 meter över den omgivande terrängen. Bredden vid basen är 4,4 km.
Terrängen runt Hoch Fulen är huvudsakligen mycket bergig. Närmaste större samhälle är Erstfeld, 4,5 km väster om Hoch Fulen. 
I omgivningarna runt Hoch Fulen växer i huvudsak blandskog. Runt Hoch Fulen är det glesbefolkat, med 14 invånare per kvadratkilometer.